# Onthophagus lefiniensis
Onthophagus lefiniensis là một loài bọ cánh cứng trong họ Bọ hung (Scarabaeidae).